# Deadlock (игра)
Deadlock — будущая компьютерная игра в жанре многопользовательского шутера от третьего лица, разрабатываемая и издаваемая компанией Valve. Сочетает в себе элементы жанров геройского шутера и MOBA.
До официального анонса игры в августе 2024 года, она несколько месяцев проходила закрытое бета-тестирование. Игроки с доступом к игре могли приглашать своих друзей. В августе 2024 года число одновременно играющих превысило 100 тысяч. За время разработки игры произошло множество утечек информации, а после написания превью для сайта The Verge один из журналистов потерял доступ к игре.

## Игровой процесс
Deadlock — это геройский шутер в формате 6v6, похожий на оригинальный Overwatch. Игра станет первым настоящим шутером от третьего лица для студии Valve, не считая Alien Swarm. В игре представлено свыше 20 разных героев. Игроки могут открывать разные навыки и способности для своего персонажа, а также использовать зиплайны для перемещения по арене. Игроки сопровождают NPC на нескольких «линиях», уничтожая стационарные защитные сооружения вражеской команды. Это делает игровой процесс похожим на игры жанра MOBA. Когда оборона противника уничтожена, он призывает своего «Покровителя» — огромного голема, которого требуется одолеть, чтобы выиграть матч.

## Разработка
Разработка игры началась в 2018 году под кодовым именем Citadel, небольшой командой, которой, по слухам, управлял геймдизайнер IceFrog. 10 октября 2022 года была зарегистрирована предположительно ассоциируемая с игрой торговая марка NEON PRIME. В мае 2024 года в интернете начало распространяться множество скриншотов и видео игрового процесса игры. 30 мая 2024 года была зарегистрирована торговая марка Deadlock.
Valve официально анонсировала Deadlock 23 августа 2024 года. На данный момент доступ к игре по-прежнему осуществляется по «приглашению друзей».

## Восприятие
В ответ на утечки в мае 2024 года Кевин Парди из Ars Technica заявил, что игра выглядит как «прессованный сэндвич из всех существующих игр», и задался вопросом, будет ли она такой же жанроопределяющей, как и другие игры Valve. 12 августа 2024 года Шон Холлистер из The Verge опубликовал полное превью игры. Холлистер отметил, что, поскольку он не подписывал и не давал устного согласия на юридически обязывающее соглашение о неразглашении, он может свободно писать о ней, несмотря на то, что ему показывали экран, запрещающий делиться информацией об игре с другими. После публикации превью Холлистер был отстранён от участия в матчах игры.
Статья вызвала негативную реакцию со стороны игрового сообщества. Райли Маклауд из Aftermath выступил в защиту Холлистера, заявив, что, хотя игнорирование просьбы Valve и могло быть неуважительным, Холлистер не был обязан ни юридически, ни профессионально держать детали в секрете и при этом не нарушил журналистскую этику. Меган Фарохманеш из Wired предположила, что секретная стратегия релиза была преднамеренным рекламным ходом Valve, чтобы подтолкнуть игроков к утечке информации об игре и создать вокруг неё шумиху. Тед Личфилд из PC Gamer заявил, что «трудно не радоваться» новой игре Valve, сказав, что он «был готов начать играть» в первый же день.